# Елеохори (дем Каламата)
Вижте пояснителната страница за други значения на Елеохори.
Елеохори на гръцки: Ελαιοχώρι, до 1957 Γιάνιτσα ή Γιάννιτσα, Яница) е село в Република Гърция, област Пелопонес, дем Каламата. Елеохори има население от 270 души (2011). Намира се на западните склонове на Тайгет. Над селото се намира Димановският манастир.

## Личности
Родени в Яница
- Николаос Политис (фолклорист), основател на фолклористиката в Гърция, ректор на Атинския университет